# آدم غابرييل
آدم غابرييل (بالتشيكية: Adam Gabriel)‏ هو لاعب كرة قدم تشيكي، ولد في 28 مايو 2001.

## وصلات خارجية
- آدم غابرييل على موقع الاتحاد الأوربي (الإنجليزية)
- آدم غابرييل على موقع قاعدة بيانات كرة القدم.إي يو (الإنجليزية)
- آدم غابرييل على موقع ناشيونال فوتبول تيمز (الإنجليزية)
- آدم غابرييل على موقع Soccerbase.com (لاعب) (الإنجليزية)
- آدم غابرييل على موقع Soccerway.com (الإنجليزية)
- آدم غابرييل على موقع عالم كرة القدم.نت (الإنجليزية)